# ريبوسيكليب
ريبوسيكليب  (بالإنجليزية: Ribociclib)‏، الذي يباع تحت الاسم التجاري كيسكلي( Kisqali)، هو دواء يستخدم لعلاج أنواع معينة من سرطان الثدي. على وجه التحديد يُسْتخدم لمرض ورم الثدي إيجابي مستقبلات الهرمون ومستقبل عامل نمو البشري الثاني. ويؤخذ عن طريق الفم.
تشمل الآثار الجانبية الشائعة له: انخفاض العدلات [الإنجليزية] والغثيان والتعب والإسهال وتساقط الشعر والصداع والطفح الجلدي والسعال. قد تشمل الآثار الجانبية الأخرى: نقص فوسفات الدم واستطالة فترة كيو تي الناتجة عن الأدوية ومشاكل في الكبد. أما استخدامه خلال الحمل فقد يضر الطفل. وهو يعمل عن طريق منع الإنزيمات CDK4 وCDK6.
تمت الموافقة على استخدامه الطبي في أوروبا والولايات المتحدة في عام 2017. في الولايات المتحدة تبلغ التكلفة حوالي 13800 دولار أمريكي لكل 4 أسابيع اعتبارًا من عام 2021. في حين أن هذه الكمية في المملكة المتحدة فتكلف هيئة الخدمات الصحية الوطنية حوالي 2950 جنيهًا إسترلينيًا.